# 히가시야마촌 (후쿠오카현)
히가시야마촌(東山村)은 후쿠오카현 야마토군에 있던 촌이다. 현재의 미야마시의 일부에 해당한다.